# Hledání Simona
Hledání Simona (v originále Auf der Suche) je německo-francouzský hraný film z roku 2011, který režíroval Jan Krüger podle vlastního scénáře. Snímek měl světovou premiéru na filmovém festivalu Frameline dne 24. června 2011.

## Děj
Znepokojená Valerie přijíždí z Německa do Marseille, aby se dozvěděla něco o svém synovi Simonovi, který zde pracuje jako lékař v nemocnici, a přestal se jí ozývat. Poprosí také Jense, bývalého Simonova přítele, aby přijel a pomohl jí s pátráním a při komunikaci s úřady, protože Valerie neumí francouzsky. Společně se snaží zjistit, co se se Simonem v poslední době dělo. V nemocnici si vzal dovolenou, koupil si jízdenku na trajekt do Maroka, ale na loď nenastoupil. Postupně oba zjišťují, že Simona neznali tak dobře, jak si mysleli.

## Obsazení
| Corinna Harfouch   | Valerie                      |
| Nico Rogner        | Jens                         |
| Mehdi Dehbi        | Jalil                        |
| Valérie Leroy      | Camille                      |
| Trystan Pütter     | Simon                        |
| Mireille Perrier   | komisařka                    |
| Géraldine Loup     | pracovnice lodní společnosti |
| Manuel Diaz        | mladý fotbalista             |
| Dominique Ratonnat | Simonův soused               |